# Pseudopotto martini
Faux Potto
«  Faux Potto » redirige ici. Pour les autres significations, voir Potto.
Genre
Espèce
Statut de conservation UICN

 LC  : Préoccupation mineure
 Traité comme un synonyme de Perodicticus potto. 
Statut CITES
Le Faux Potto (Pseudopotto martini), parfois appelé Faux Potto de Martin est un primate africain de la famille des lorisidés, seul représentant du genre Pseudopotto.
Il a été décrit pour la première fois en 1996 à partir de deux squelettes, précédemment identifiés comme des pottos (Perodicticus potto), dont les caractéristiques morphologiques très différentes laissaient penser qu'ils appartenaient à un genre distinct. La place exacte et la réalité taxinomique de cette nouvelle espèce fait débat.